# The Haunted Man
The Haunted Man é o terceiro álbum de estúdio da artista inglesa Bat for Lashes. Foi lançado em 12 de outubro de 2012 pela Parlophone. O álbum foi precedido pelo single "Laura", que foi lançado em 24 de julho de 2012. O novo álbum quebra com a beleza obscura e mística de "Two Suns", que Bat for Lashes considera uma moda, e incorpora algo mais minimalista e despido, tal como a capa do álbum transmite.

## Criação
Bat for Lashes, também conhecida como Natasha Khan, afirmou que, depois que voltou de turnê em março de 2010, tentou se reabilitar para reconstruir um sentimento de quem ela era sem a música. Em março de 2010, Khan declarou que embora ela tivesse músicas o suficiente para lançar em um álbum, ela queria ter mais tempo para trabalhar em novo material e achou tedioso compor músicas sobre estar em turnê. Ela vivenciou um "bloqueio profundo de composição", que a levou ligar para Thom Yorke, vocalista do Radiohead, para perguntar: "O que você faz quando sente que vai morrer porque não consegue compor nada?". Ele aconselhou-a a desenhar, e, posteriormente, Khan teve aulas de desenho e fez um curso de ilustração para crianças. Combinado com aulas de dança intensivas para aumentar a sua confiança, Khan começou a sentir inspiração o suficiente para começar a compor de novo, escrevendo a música de abertura do álbum, "Lilies", que, segundo ela, foi inspirada por uma cena do filme Ryan's Daughter, de 1970.
A gravação do álbum durou 18 meses, iniciada em 2011. O álbum foi gravado na Inglaterra e Itália, e os arranjos de corda no famoso Abbey Road, em Londres.
A capa do álbum, fotografada pelo fotógrafo norte-americano Ryan McGinley, apresenta Khan nua carregando um homem, também nu, nas costas. Khan contou ao NME: "Eu realmente queria tirar toda a minha roupa em honra das mulheres, como Patti Smith fez; apenas para parecer essa mulher honesta. Eu estava sem maquiagem, sou apenas eu e meu homem assombrado!" Khan acrescenta, numa entrevista dada à revista Death and Taxes, que a capa do novo álbum prende-se com a representação de carregar o passado às costas e a ideia de papeis sexuais.

## Faixas
Todas as faixas escritas e compostas por Natasha Khan. 
| N.º | Título                     | Duração |  |
| 1.  | "Lilies"                   | 4:45    |  |
| 2.  | "All Your Gold"            | 4:31    |  |
| 3.  | "Horses of the Sun"        | 4:59    |  |
| 4.  | "Oh Yeah"                  | 4:54    |  |
| 5.  | "Laura"                    | 4:25    |  |
| 6.  | "Winter Fields"            | 3:41    |  |
| 7.  | "The Haunted Man"          | 5:16    |  |
| 8.  | "Marilyn"                  | 4:35    |  |
| 9.  | "A Wall"                   | 4:00    |  |
| 10. | "Rest Your Head"           | 4:04    |  |
| 11. | "Deep Sea Diver"           | 6:16    |  |
| 12. | "Lumen" (bônus do iTunes)  | 2:23    |  |
| 13. | "Daphne" (bônus do iTunes) | 3:24    |  |

## Singles
- Laura
- All Your Gold
- A Wall
- Lillies